# 阿南 (涅夫勒省)
阿南（法語：Asnan，法語發音：[anɑ̃]）是法国涅夫勒省的一个市镇，属于克拉姆西区。

## 地理
阿南（47°18'32"N, 3°33'10"E）面积4.77 平方千米，位于法国勃艮第-弗朗什-孔泰大區涅夫勒省，该省份为法国中部省份，北至约讷省，西北接卢瓦雷省，西接谢尔省，南至阿列省，东南接索恩-卢瓦尔省，东临科多尔省。
与阿南接壤的市镇（或旧市镇、城区）包括：沙勒芒、热尔默奈、格勒努瓦、莫拉什、塔隆。
阿南的时区为UTC+01:00、UTC+02:00（夏令时）。

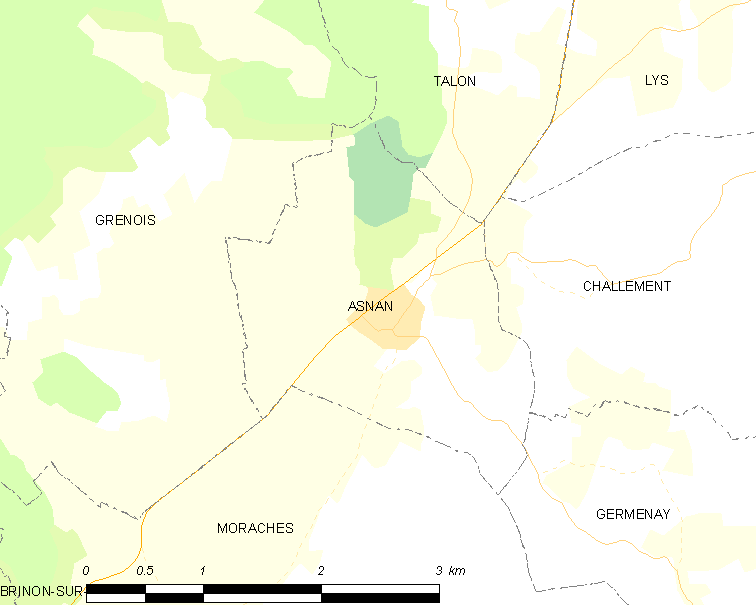
阿南的OSM定位图

## 行政
阿南的邮政编码为58420，INSEE市镇编码为58015。

## 政治
阿南所属的省级选区为科尔比尼县。

## 人口

1962-2008年间阿南人口变化图示

阿南于2022年1月1日时的人口数量为119人。